# Aromatogramme
En 1973, le Docteur Jean Valnet et le Docteur M. Girault créent le terme d'antibio-aromatogramme pour caractériser cet antibiogramme particulier effectué, non plus avec les antibiotiques classiques, mais avec des huiles essentielles. Depuis, antibio-aromatogramme s'est contracté en aromatogramme, de J. Valnet et M. Girault.

## Définition
L'aromatogramme (étymol. du grec arôma et du latin aroma signifiant "arôme", et du grec gramma signifiant "lettre, écriture") est une méthode de mesure in vitro du pouvoir anti-bactérien, anti-viral, antiparasitaire, etc. des huiles essentielles.

## Historique

### Historique de l'aromatogramme
En 1949, les principes de l'aromatogramme furent mis au point par Schroeder et Messing. Leur méthode consiste à mesurer le rayon d'inhibition par dispersions d'huiles essentielles sur des organismes pathogènes (germes bactéries virus parasites..) 
Il existe différentes méthodes (buvard imprégné par exemple, méthode initiée par les Dr Valnet & Girault dans les années 1970).
Ils sont considérés comme les pères fondateurs de l'aromatogramme moderne[réf. nécessaire].
Le terme "aromatogramme" aurait été proposé la première fois par les Drs Jean Valnet et Maurice Girault en 1971,. Ils furent les premiers cliniciens à réactualiser le pouvoir germicide des huiles essentielles pour traiter des malades.
En 1978, un pharmacien, Georges Sens-Olive, étudie les huiles essentielles par chromatographie, ce qui lui permet de mieux comprendre et sélectionner leur pouvoir germicide.

### Historique de la connaissance du pouvoir antiseptique deshuiles essentielles(essences aromatiques)[réf.nécessaire]
En 1881, Robert Koch étudie l'action de l'essence de térébenthine sur les spores du charbon .
En 1887, Charles Chamberland étudie l'action des essences d'origan, de cannelle, de girofle sur le bacille de l'anthrax .
En 1893, G. Bertrand étudie le pouvoir germicide de l'essence de melaleuca viridiflora.
En 1910, W-H. Martindale montre que l'huile essentielle d'origan est l'antiseptique connu le plus puissant que la nature nous ait donné : en effet, elle est plus de vingt-cinq fois plus antiseptique que le phénol sur le colibacille.
En 1919, F. Bonnaure étudie l'action antiseptique et germicide des différentes variétés de lavandes .
En 1937, le chimiste René-Maurice Gattefossé publie son livre majeur et le plus connu, "L'aromathérapie" .
En 1949, S-M. Bose et al. publie des travaux qui mettent en relation la structure chimique, la formule chimique et le pouvoir antiseptique des huiles essentielles,.
Entre 1954 et 1956, W. Kellner et Kobert publient plusieurs articles sur les huiles essentielles : ils en sélectionnent 175 dans leurs études et étudient leur pouvoir antiseptique vis-à-vis de huit bactéries et un champignon.
En 1958, Jasper et al publient leurs recherches sur l'action antifongique, antimycosique des huiles essentielles d'origan, de bouleau et de thym,.
En 1964, parait le livre du Dr Jean Valnet sur l'aromathérapie : insatiable défenseur et illustrateur de la phytothérapie et de l'aromathérapie, il fut l'acteur du renouveau d'intérêt pour ces disciplines.
En 1969, le Dr Maurice Girault (gynécologue à Dijon), en se basant sur les travaux de Schroeder et Messing, teste les essences sur les germes isolés de ses malades en patientèle. En 1971, il invente avec le Docteur Jean Valnet le terme d'aromatogramme .
Entre 1971 et 1973, le Professeur Jean Jolivet d'Angers publie de nombreux travaux sur le spectre U.V, I.R, Raman des huiles essentielles,,,,,,.
En 1973, Jacques Pellecuer et al. publient une thèse qui démontre les propriétés antifongiques et antimycosiques du romarin, de la sarriette et du thym. Il démontre également le pouvoir antibactérien et antifongique de satureja montana.
En 1977, Paul Belaiche définit deux nouveaux indices : l'indice origan et l'indice aromatique.

## Principe de fonctionnement de l'aromatogramme
- Préparation de la culture bactérienne : On fait pousser des bactéries sur une gélose nutritive en boîte de Pétri.
- Dépôt des huiles essentielles : De petits disques de papier buvard imprégnés d'huile essentielle (quantité définie) sont déposés sur la surface de la culture bactérienne.
- Incubation : Les boîtes de Pétri sont incubées à 37°C pendant 24 heures.
- Observation des zones d'inhibition : Après incubation, on observe la formation de zones claires (halos d'inhibition) autour des disques d'huile essentielle. Plus la zone claire est grande, plus l'huile essentielle est efficace contre la bactérie.
- Calcul de la CMI : La concentration minimale inhibitrice (CMI) peut être calculée pour chaque huile essentielle. Elle représente la plus petite concentration d'huile essentielle nécessaire pour inhiber la croissance bactérienne[26].

### Interprétation des résultats
Si l'halo d'inhibition est large, l'huile essentielle est efficace contre la bactérie. En comparant les CMI des différentes huiles essentielles, on considère que les plus faibles sont les plus puissantes contre la bactérie testée.

## Valeurs de l'aromatogramme
Par leur pouvoir antibactérien, les huiles essentielles majeures sont : 
- l'huile essentielle d'origan d'Espagne 

- l'huile essentielle de thym (Thymus vulgaris) 

- l'huile essentielle de cannelle (Cinnamomum zeylanicum) 

- l'huile essentielle de sarriette (Satureia montana) 

- l'huile essentielle de girofle (Eugenia caryophyllata) 
Par leur pouvoir antibactérien moindre, les huiles essentielles médiums  sont :
- l'huile essentielle de pin (Pinus sylvestris) 

- l'huile essentielle de cajeput (Melaleuca leucadendron) 

- l'huile essentielle d'eucalyptus (Eucalyptus globulus) 

- l'huile essentielle de lavande (Lavandula officinalis) 

- l'huile essentielle de myrte (Myrtus communis) 

- l'huile essentielle de géranium rosat (cultivars de Pelargonium groupe rosat)